# Marton (Lincolnshire)
Pour les articles homonymes, voir Marton.
Marton est une paroisse civile et un village du Lincolnshire, en Angleterre.